# Купійовата
Купійовата — річка в Україні у Онуфріївському й П'ятихатському районах Кіровоградської й Дніпропетровської області. Права притока річки Омельника (басейн Дніпра).

## Опис
Довжина річки 20 км, похил річки 3,2 м/км, площа басейну водозбору 178 км², найкоротша відстань між витоком і гирлом — 12,26 км, коефіцієнт звивистості річки — 1,63. Формується декількома безіменними струмками та загатами. На деяких ділянках річка пересихає.

## Розташування
Бере початок у селі Омелянівка. Тече переважно на північний схід через населені пункти Мар'ївку, Миколаївку, Золотницьке і на південній околиці села Млинок впадає в річку Омельник, праву притоку річки Дніпра.
Населені пункти вздовж берегової смуги: Троїцьке, Петрівка.